# 1170년대
1170년대는 1170년부터 1179년까지를 가리킨다.